# Sanhe, Shizhu
Sanhe (kinesiska: 三河) är en köping i sydvästra Kina. Den ligger i Shizhu härad i storstadsområdet Chongqing, omkring 160 kilometer öster om det centrala stadsdistriktet Yuzhong.